# Mazda Porter
Mazda Porter и Porter Cab — кей-кары, выпускавшиеся с 1961 по 1989 год (до 1968 года — как B360/B600) японской компанией Mazda. В основном, автомобили продавались на внутреннем японском рынке. Экспортные версии Porter имели кодовое обозначение E360. Преемником Porter является Autozam Scrum, переименованный в Suzuki Carry.

## B360/B600
Mazda B360 — предшественник Porter, представленный в феврале 1961 года. Пикап получил индекс KBBA33, а фургон — KBBAV. Базовая модель — Mazda R360. Автомобиль оснащался V-образным двухцилиндровым двигателем объёмом 356 см3, мощностью 10 кВт (13 л. с.) (BA). Масса — 535 кг. Экспортная версия, получившая название Mazda B600 (KBEA), оснащалась V-образным двухцилиндровым двигателем объёмом 577 см3 с воздушным охлаждением. Мощность — 15 кВт (20 л. с.), крутящий момент — 37 Н⋅м.

С сентября 1963 года B360 оснащался четырёхцилиндровым двигателем DB OHV объёмом 358 см3, мощностью 15 кВт (20 л. с.), который также применялся в Carol. В то же время автомобиль прошёл фейслифтинг: радиаторная решётка была унифицирована с Mazda B1500. Кодовые обозначения: KBDA33/KBDAV. В модельный ряд была добавлена модификация DeLuxe Van. Максимальная скорость была увеличена с 67 до 79 км/ч. В октябре 1966 года B360 претерпел второй фейслифтинг.
- B360 (KBBAV)
- 1963—1966 Mazda B360 (KBDAV)
- 1966—1968 Mazda B360 (KBDA33)
- Такси Мьянмы B360 местного производства в типичном синем цвете

## Porter
Автомобили Mazda Porter ранних выпусков (на экспортных рынках — E360) выпускались с ноября 1968 по апрель 1976 года в кузовах пикап (KBDB33) или фургон (KBDBV). В 1969—1970 годах в ЮАР компания Motor Assemblies выпустила 942 экземпляра E360.
Первоначально автомобили Mazda Porter оснащались 358-кубовым рядным четырёхцилиндровым четырёхтактным двигателем мощностью 15 кВт (20 л. с.) и крутящим моментом 23,5 Н⋅м, который также применялся в B360. С апреля 1973 года автомобили оснащались двухтактным двухцилиндровым двигателем с водяным охлаждением объёмом 359 см3, мощностью 26 кВт (35 л. с.), который также применялся в Chantez. Кодовые обозначения: KBAA/KBAAV. В 1975 году Porter был модифицирован для установки новых, более крупных номерных знаков, а мощность двигателя была снижена до 24 кВт (32 л. с.) в целях соответствия новым, более строгим нормам выбросов. Обычно с завода пикапы окрашивались в бледно-канареечно-жёлтый цвет, в то время как фургоны окрашивались в светло-зелёный цвет.
Колёсная база составляла 1995 мм, масса — 475 кг, грузоподъёмность — 300 кг. Задняя подвеска — рессорная.

## Porter Cab (первое поколение)
Porter Cab (KECA53) был представлен в марте 1969 года. Колёсная база — 1835 мм. Автомобили оснащались двухтактным двухцилиндровым двигателем с водяным охлаждением объёмом 359 см3, мощностью 17 кВт (23 л. с.) при 5500 об/мин. Максимальная скорость — 90 км/ч.
С 1970 года Porter Cab имел новые двери, в которых оригинальные раздвижные окна были заменены выдвижными. Спереди также было добавлено вентиляционное отверстие. С апреля 1973 года Porter Cab оснащался двигателем AA мощностью 22 кВт (30 л. с.) при 6000 об/мин, который также применялся в Chantez.
В январе 1975 года Porter Cab также был слегка модифицирован, а в апреле 1976 года автомобиль также получил двигатель, который соответствовал новым, более жёстким нормам выбросов, введённым в 1975 году. Кодовое обозначение — PC3A. Вместо светло-зелёного цвета автомобиль окрашивался в белый. Маркировка на экспортных рынках — E360.

### Цены
| Porter Cab Standard | ¥308,000 | представлен в марте 1969 года |
| Porter Cab DeLuxe   | ¥335,000 | представлен в июле 1969 года  |

## Porter Cab (второе поколение)
Когда в 1976 году правила для кей-каров были сокращены из-за сокращения продаж, компания Mazda посчитала нецелесообразным тратить деньги на разработку нового двигателя объёмом 550 см3. Вместо этого с производства были сняты легковой автомобиль Chantez и пикап Porter. 
В 1977 году началось производство второго поколения Porter Cab (кодовое обозначение — PC4D). В отличие от предыдущего поколения, кабина была удлинена на 200 мм (почти полностью за задней осью), а ширина была увеличена на 100 мм. Размеры теперь составляли 3195 мм x 1395 мм в соответствии с обновлёнными стандартами.
Автомобили Mazda Porter Cab оснащались двухцилиндровым двигателем Vulcan S объёмом 546 см3, мощностью 21 кВт (29 л. с.) при 5500 об/мин. Рамки фар — квадратные. В 1979 году мощность двигателя была увеличена на ещё две лошадиные силы.
Изначально автомобили Mazda Porter Cab окрашивались только в ярко-синий цвет. Отделка салона — светло-серая. В 1983 году автомобили претерпели фейслифтинг и стали окрашиваться в белый цвет. В то же время автомобили стали оснащаться двигателем Vulcan II (G23B). Детали отделки — тёмно-серые, интерьер — коричневый.
В 1985 году автомобили Mazda Porter Cab претерпели второй фейслифтинг. Отделка салона — серая. Между фарами была добавлена чёрная полоса. Вместо цепи ГРМ в двигателе применялся ремень ГРМ. Опционально автомобили были оборудованы системой кондиционирования.
В июне 1989 года Porter Cab был снят с производства. Преемником стал Autozam Scrum — ребеджинг Suzuki Carry.